# 加納惣三郎
加納 惣三郎（かのう そうざぶろう、生没年不詳）は、『明治英雄情史』（著：鹿島桜巷、新潮社、1914年）や『維新史蹟図説』（著：吉田喜太郎、東山書房、1924年）に新選組隊士として登場する人物。司馬遼太郎の小説『新選組血風録』に登場することで広く知られる。

## 来歴
『明治英雄情史』『維新史蹟図説』によれば、加納は京都押小路の木綿問屋・越前屋の次男として生まれた。幼少より剣術を習って頭角を現し、18歳で新選組に入隊。局長近藤勇の秘書役などを務め、小頭格に昇進。「今牛若」とあだ名されたという。
19歳になった加納は島原通いにはまり、輪違屋の芸妓「錦木」のもとへ通い詰めて金欠に陥ったため、辻斬り強盗をするようになった。近藤の命で新選組の田代某という人物が、密かに加納処分役に任命されたが返り討ちとなる。数日後、島原から帰ってきた加納は待ち構えていた副長土方歳三らに斬殺された。

## フィクション作品での扱い
司馬遼太郎の小説「前髪の惣三郎」（『新選組血風録』収録）では主人公として描かれ、田代彪蔵と衆道（男色）に陥るストーリーになっている。元治元年（1864年）5月20日の近藤勇の書簡に新選組内で男色が流行していたことが記されており、これに着想を得た創作である。
舞台版の『るろうに剣心』にも登場している。原作漫画やアニメ・実写映画には登場しないオリジナルキャラクターとなっている。貿易商ジェラール山下となって武田観柳とアヘン取引を行う。

## 演じた人物
- 花島喜世子 - エノケンの近藤勇（1935年）
- 彩輝直 - 誠の群像 -新選組流亡記-（1997年、宝塚歌劇団星組）
- 黒田勇樹 - 『新選組血風録』1998年にテレビ朝日の木曜時代劇で放送されたテレビドラマ。
- 松田龍平 - 映画『御法度』（1999年）にて。映画『御法度』は、上記の司馬遼太郎の小説「前髪の惣三郎」の映画化作品。
- 佐藤永典 - 新選組血風録（NHK版）（2011年）
- 志尊淳- TV・局中法度!          (2012〜2013年)
- 望海風斗 - 宝塚歌劇『るろうに剣心』雪組公演にて[2]。
- 松岡充 - 2018年『るろうに剣心』新橋演舞場・大阪松竹座公演にて。